# Vie sur Titan

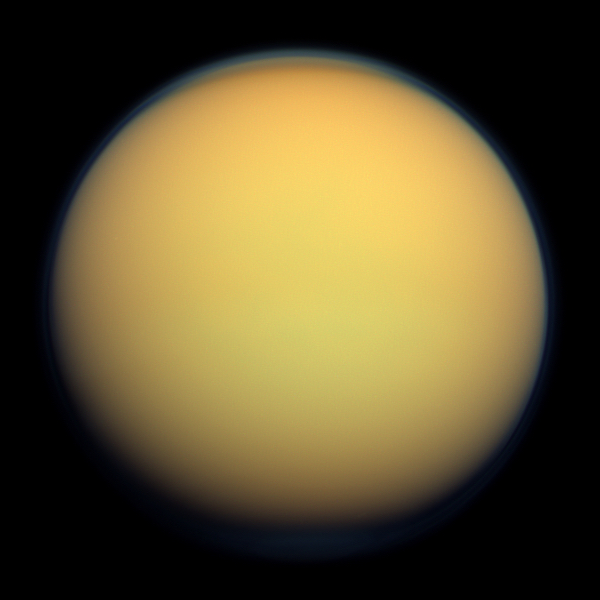
Vue de Titan.

La possibilité de vie sur Titan, le plus grand satellite naturel de Saturne, est une hypothèse historique et une question ouverte chez les scientifiques.
Titan est beaucoup plus froide que la planète Terre et l'eau liquide n'est pas stable à sa surface, deux facteurs qui dissuadent certains scientifiques d'envisager la présence de vie sur place. Son atmosphère épaisse est chimiquement active et riche en composés du carbone.
Sur la surface de cette lune, il y a du méthane et de l'éthane liquides, ce qui à l'inverse fait dire à certains scientifiques que ces liquides pourraient prendre la place de l'eau dans les cellules d'organismes, avec un fonctionnement différent de celles de la Terre.
En juin 2010, les scientifiques qui analysent les données de la mission Cassini-Huygens signalent des anomalies dans l'atmosphère près de la surface qui pourraient être compatible avec la présence d'organismes produisant du méthane. La mission Cassini-Huygens n'étant pas équipée pour analyser directement la présence de micro-organismes ou pour fournir un inventaire complet des composés organiques complexes, ce point reste en suspens.

## Chimie
De par la diversité de sa chimie organique, Titan est un lieu d'étude de la chimie prébiotique ou même d'une vie extraterrestre. En effet, Titan se caractérise par une dense atmosphère riche en composés organiques, des lacs d'hydrocarbures liquides (éthane et méthane) et une absence d'eau liquide en surface, ce qui suggère une chimie prébiotique et une biochimie potentielles notablement différentes de celles existant sur Terre. La photochimie du méthane et du diazote de son atmosphère conduit à la formation de molécules plus complexes constituant notamment des tholins. Ces tholins pourraient ensuite réagir avec des molécules contenant de l'oxygène comme de la glace d'eau (présente à la surface de Titan) pour former des molécules prébiotiques telles des acides aminés et des bases azotées.

## Eau liquide
L'absence d'eau liquide à la surface de Titan a été évoquée par l'exobiologiste Andrew Pohorille en 2009 comme un argument contre la présence de vie sur la lune. Pohorille considère que l'eau est importante non pas uniquement comme solvant utilisé par « la seule vie que nous connaissons » mais également parce que ses propriétés chimiques sont  « particulièrement adaptées pour développer une auto-organisation de la matière organique ». Il est cependant possible d'imaginer une vie reposant sur la réaction entre l'hydrogène et les hydrocarbures complexes issues de la photochimie de Titan. Une telle vie pourrait utiliser le méthane comme solvant bien que ce dernier soit un mauvais solvant pour les composés organiques à la différence de l'eau.
Un océan d'eau liquide très salé est également supposé présent 100 km sous la surface du satellite,. La seule présence d'un océan ne permet néanmoins pas de conclure à l'existence de vie.

## Température de surface
À cause de sa distance au Soleil, la température de surface de Titan est beaucoup plus basse que sur Terre : environ 90 kelvins (−183 °C). À cause de cette très basse température régnant à la surface de la lune, et aussi de l'absence de dioxyde de carbone dans son atmosphère, des scientifiques comme Jonathan Lunine voient Titan moins comme un habitat potentiel pour une vie extraterrestre, qu'une opportunité pour étudier les hypothèses sur les conditions prébiotiques terrestres. Bien que les températures de surface usuelles de Titan ne soient pas compatibles avec une présence d'eau liquide, il a été suggéré entre autres par Lunine que des impacts météoritiques peuvent occasionnellement créer des cratères dans lesquels de l'eau liquide pourrait persister pendant des centaines d'années ou plus, permettant la mise en place d'une chimie organique basée sur l'eau,,.

### Température future
Titan pourrait devenir plus chaud dans le futur. Cinq à six milliards d'années dans le futur, lorsque le Soleil deviendra une géante rouge, les températures de surface pourraient atteindre environ 200 K (−70 °C), suffisamment élevées pour maintenir des océans stables d'un mélange d'eau et d'ammoniac en surface. Étant donné que le rayonnement ultraviolet solaire est amené à diminuer, les brumes de la haute atmosphère de Titan se raréfieront, réduisant le contre-effet de serre (en) et permettant à l'effet de serre créé par le méthane atmosphérique d'avoir un impact plus important. Ensemble, ces conditions pourraient créer un environnement propice à des formes exotiques de vie, qui persisteraient pour plusieurs centaines de millions d'années.